# Леннокс, Бетти
Бетти Бернис Леннокс (англ. Betty Bernice Lennox; род. 4 декабря 1976 года в Оклахома-Сити, Оклахома, США) — американская профессиональная баскетболистка, выступавшая в женской национальной баскетбольной ассоциации. Была выбрана на драфте ВНБА 2000 года в первом раунде под общим шестым номером клубом «Миннесота Линкс». Играла на позиции атакующего защитника.

## Ранние годы
Бетти родилась 4 декабря 1976 года в Оклахома-Сити, столице штата Оклахома, в семье Эй Би Леннокса и Бернис Джефферис, у неё есть пять братьев, Фредди, Карл, Эй Би, Альфред и Чарльз, и три сестры, Лела, Руби и Виктория. В детстве её семья перебралась в город Индепенденс (штат Миссури), где она училась в средней школе Форт-Осэйдж, в которой играла за местную баскетбольную команду.